# Brimin Kipruto
Brimin Kiprop Kipruto (Korkitony, 31 luglio 1985) è un siepista e mezzofondista keniota, campione olimpico dei 3000 m siepi a Pechino 2008.

## Biografia
Nonostante la sua giovane età Kipruto ha già un palmarès piuttosto invidiabile con un oro olimpico conquistato ai Giochi di Pechino 2008 ed un argento olimpico vinto ad Atene 2004 (in una gara in cui sia l'oro che il bronzo furono vinti dai suoi connazionali Ezekiel Kemboi e Paul Kipsiele Koech).
A queste vanno ad aggiungersi quattro medaglie mondiali, l'oro di Osaka 2007, l'argento di Taegu 2011 ed i bronzi di Helsinki 2005 e Pechino 2015, ottenuti sempre nella prova dei 3000 m siepi.
Nel luglio del 2011 a Monaco, corre i 3000 m siepi in 7'53"64, stabilendo il nuovo record africano e arrivando ad un solo centesimo di secondo dal record mondiale del qatariota Saif Saaeed Shaheen.

## Record nazionali
Seniores
- 3000 metri siepi: 7'53"64 ( Monaco, 22 luglio 2011)

## Palmarès
| Anno | Manifestazione          | Sede           | Evento       | Risultato | Prestazione | Note                                     |
| ---- | ----------------------- | -------------- | ------------ | --------- | ----------- | ---------------------------------------- |
| 2001 | Mondiali U18            | Debrecen       | 2000 m siepi | Argento   | 5'36"81     | Miglior prestazione personale stagionale |
| 2003 | Campionati africani U20 | Garoua         | 3000 m siepi | Argento   | 8'46"74     |                                          |
| 2004 | Mondiali U20            | Grosseto       | 1500 m piani | Bronzo    | 3'35"96     | Miglior prestazione personale            |
| 2004 | Giochi olimpici         | Atene          | 3000 m siepi | Argento   | 8'06"11     |                                          |
| 2005 | Mondiali di cross       | Saint-Galmier  | Corsa breve  | 37º       | 12'26"      |                                          |
| 2005 | Mondiali                | Helsinki       | 3000 m siepi | Bronzo    | 8'15"30     |                                          |
| 2006 | Mondiali di cross       | Fukuoka        | Corsa breve  | 18º       | 11'17"      |                                          |
| 2007 | Mondiali                | Osaka          | 3000 m siepi | Oro       | 8'13"82     |                                          |
| 2008 | Giochi olimpici         | Pechino        | 3000 m siepi | Oro       | 8'10"34     | Miglior prestazione personale stagionale |
| 2009 | Mondiali                | Berlino        | 3000 m siepi | 7º        | 8'12"61     |                                          |
| 2010 | Giochi del Commonwealth | Delhi          | 3000 m siepi | Bronzo    | 8'19"65     |                                          |
| 2011 | Mondiali                | Taegu          | 3000 m siepi | Argento   | 8'16"05     |                                          |
| 2012 | Giochi olimpici         | Londra         | 3000 m siepi | 5º        | 8'23"03     |                                          |
| 2015 | Mondiali                | Pechino        | 3000 m siepi | Bronzo    | 8'12"54     |                                          |
| 2016 | Giochi olimpici         | Rio de Janeiro | 3000 m siepi | 6º        | 8'18"79     | Miglior prestazione personale stagionale |
| 2017 | Mondiali                | Londra         | 3000 m siepi | Batteria  | 8'33"33     |                                          |

## Campionati nazionali
2002
- 4º ai campionati kenioti U20, 3000 m siepi - 8'33"0 m

2003
- Argento ai campionati kenioti U20, 3000 m siepi - 8'34"5 m

2011
- Oro ai campionati kenioti, 3000 m siepi - 8'20"19

## Altre competizioni internazionali
2004
- 6º alla World Athletics Final ( Monaco), 3000 m siepi - 8'16"45

2005
- Bronzo alla World Athletics Final ( Monaco), 3000 m siepi - 8'09"20

2006
- Argento alla Cinque Mulini ( San Vittore Olona) - 30'33"
- 6º alla World Athletics Final ( Stoccarda), 3000 m siepi - 8'20"05

2007
- Bronzo alla World Athletics Final ( Stoccarda), 3000 m siepi - 8'11"05
- Bronzo all'Athens Grand Prix Tsiklitiria ( Atene), 3000 m siepi - 8'06"98

2008
- 9º alla World Athletics Final ( Stoccarda), 3000 m siepi - 8'29"11

2009
- 6º alla World Athletics Final ( Salonicco), 3000 m siepi - 8'16"44

2010
- Oro all'Athletissima ( Losanna), 3000 m siepi - 8'01"62

2011
- Oro all'Herculis ( Monaco), 3000 m siepi - 7'53"64
- Oro allo Shanghai Golden Grand Prix ( Shanghai), 3000 m siepi - 8'02"28
- Bronzo ai Bislett Games ( Oslo), 3000 m siepi - 8'05"40

2014
- Argento al Birmingham Grand Prix ( Birmingham), 3000 m siepi - 8'16"61